# 센쥬 하시라마
센쥬 하시라마는 만화 《나루토》의 등장인물이다.
성우: 스고 타카유키 / 최한
닌자의 신이라 불린다. 전국시대 당시 센쥬 일족과 더불어 가장 강력한 세력을 구축하였던 우치하 일족과 휴전 협정을 맺은 뒤, 불의 나라로부터 나라를 수호해 달라는 청을 받아들여 나뭇잎 마을을 세우고 최초의 호카게가 된 닌자이다. 2대 호카게 센쥬 토비라마의 형이며, 5대 호카게 센쥬 츠나데의 할아버지이다. 온화하고 세심하며 사려 깊은 성격으로, 오직 그만이 독자적으로 구사하였다고 전해지는 목둔은 지금도 닌자 세계에 전설로 전해지고 있다.
하시라마가 호카게 자리에 오른 것을 반대하였다가 우치하 일족에게서 배신당하고 마을을 떠났던 친구 우치하 마다라가 아홉 미수 중 하나인 구미를 이끌고 마을을 침공해오자 그와 결투를 벌였고, 결국 종말의 계곡에서 마다라를 죽였다고 전해진다. 센쥬 하시라마는 오로치마루의 나뭇잎 부수기 사건에서 불완전한 상태로 잠시 예토전생 되었으며, 후에 4차 인계대전 때에 시귀봉진의 저주를 깬 오로치마루의 의해 다시 부활한다.